# 田部俊彦
田部 俊彦（たべ としひこ、1954年【昭和29年】 - ）はジャズサクソフォーン奏者。福岡県小倉市（現・北九州市）出身。

## 経歴
1981年、自己グループ「なしか」結成。ヤマハLモーション九州大会グランプリ及びヤマハ・ライト・ミュージック・コンテスト全国大会優秀賞受賞。
1993年、マリンメッセ福岡において、スティーヴィー・ワンダーと共演。「リボン・イン・ザ・スカイ」では、彼のハーモニカと自身のアルト・サクソフォーンで即興演奏を行った。
1996年、岩崎大輔グループの一員として、アンリ菅野とブルーノート・フクオカに出演。
1998年、初リーダーアルバム「In A Mist」を岩崎大輔（ピアノ）とのデュオでリリース。
2000年、響ホールにおいて、湯山昭作曲の「マリンバとサックスのためのデイベルテイメント」を島田亜希子（マリンバ）と共演。
2002年、NBA（日本バーテンダー協会）北九州支部開催「ヒーリング・ナイト」出演。
北九州市主催「Xmas Jazz Night in MEDIA DOME」にて2003年、マリーン、チカ・シンガー等、2004年、ケイコ・リー、吉田次郎(g)等、2005年、村田陽一(tb)らと共演。
2004年、「第19回国民文化祭のおがたジャズフェスタ」では、福岡を代表する奏者と共に"とびうめオールスターズ"結成。九州を代表するテナー・サクソフォーン奏者として県内外で活動中。

## 出演・担当
- GIFT北九州（北九州市の広報番組。テーマソングの演奏を担当）